# Shine (Kevin Moore)
Shine è la colonna sonora del film turco del 2006 Küçük kiyamet (“La piccola Apocalisse“). Kevin Moore compose l'album durante il suo soggiorno ad Istanbul, Turchia. L'album è stato pubblicato via Kickstarter in formato CD nel Dicembre 2011.

## Tracce
Testi e musiche di Kevin Moore
1. Shine (Intro) – 2:37
2. Window Theme – 1:51
3. Departures – 3:31
4. Uyku – 2:01
5. Arrivals – 0:46
6. Graveyard View – 1:42
7. Hypnogogic – 0:51
8. Mosquito Dream – 1:01
9. Korkma – 1:55
10. Zeki Cycle – 1:37
11. Hypnopompic – 1:07
12. Bulutlar – 1:27
13. Mezar Isimleri – 1:15
14. Lights Out – 7:21
15. Sh – 2:42
16. Çıkmak – 3:59
17. Shine – 5:27

### Crediti
- Scritto e registrato da Kevin Moore
- Voce: Bige Akdeniz
- Cover artwork: Conte di San Pietro